# La Musicienne
La Musicienne est un tableau peint par Georges Braque en 1917-1918. Cette huile sur toile cubiste représente une guitariste. Elle est conservée au Kunstmuseum, à Bâle, en Suisse.

## Histoire
La Musicienne est l'un des tableaux majeurs de Braque, son dernier grand chef d’œuvre cubiste, peint alors que l'artiste se remettait d'une grave blessure reçue durant la Première guerre mondiale.
En effet, au cours des offensives de Neuville-Saint-Vaast en 1915, Braque, blessé  à la tête le 11 mai par un éclat d'obus, a dû être par la suite trépané à Paris, à l'hôtel Meurice devenu hôpital militaire. Libéré après une longue procédure, il obtient une pension d'invalide et revient à la vie civile,,,. Pour fêter ce retour, son amie Marie Vassilieff organise un banquet (immortalisé par un dessin) auquel participent notamment Blaise Cendrars, Pablo Picasso et Henri Matisse. Braque, en dépit de difficultés neurologiques dues à son traumatisme crânien, reprend la peinture déjà durant son hospitalisation en réalisant La Joueuse de Mandoline, ambitieux portrait marqué par le Cubisme, et qui annonce son chef d’œuvre ultérieur, La Musicienne, réalisé en 1917-1918. Ce tableau incarne, avec La Joueuse de Mandoline, la fin d'un cycle artistique entamé en 1908. « Cette figure monumentale, dont le format étiré en hauteur et l'hiératisme (...) fascinaient Braque, préfigure l'évolution du cubisme vers une forme de « grandeur classique » qui correspond à l'esprit de l'après-guerre. ».
C'est une œuvre de grande taille (221,5 x 113 cm), conservée au musée Kunstmuseum de Bâle,,.

## Expositions
- Le Cubisme, Centre national d'art et de culture Georges-Pompidou, Paris, 2018-2019.